# Diphyus animosus
Diphyus animosus là một loài tò vò trong họ Ichneumonidae.